# BF会議
2014年10月1日から2015年3月25日まで毎週水曜日1:26 - 1:56（火曜日深夜）に放送されていた日本のバラエティ番組。

## 概要
学園恋愛カードゲーム『ボーイフレンド（仮）』とコラボした恋愛バラエティ番組。
この番組では架空のBF学園のなかで、様々な男子生徒に扮したキャストが、視聴者の女性がドキドキするであろう事を言い、そのVTRを観賞してBF委員会メンバーが会議を行う。
男子生徒を演じるのは、“ジュノン・スーパーボーイ・コンテスト"出身の、個性豊かな“ジュノンボーイ"たち。

## 出演者
出演者および番組上の設定は下記のとおり。 

 BF委員会(MC) 
- Ami(E-girls)　：　BF委員会「議長」　年齢：26歳　あだ名：Amiちゃん
- 新川優愛　：　BF委員会「副議長」　年齢：20歳　あだ名：しんちゃん
- 犬山紙子　：　BF委員会「進行係」　年齢：32歳　あだ名：犬さん

 ボーイフレンドな生徒たち 
- 秋元龍太朗　：　2-D　爽やか優等生
- 井藤瞬　：　3-A　クールな生徒会長
- 植田慎一郎　：　3-C　キザでモテモテ
- 江口祐貴　：　1-B　いつも元気な天然
- 川村聖斗　：　2-A　ツンデレ王子
- 勧修寺玲旺　：　3-D　オラオラ系のチョイ悪
- 後藤崇太　：　2-C　クールな一匹狼
- 樋口裕太　：　2-E　お調子者のムードメーカー
- 横田龍儀　：　1-D　ヤンチャなチャラ男

 その他レギュラー出演メンバー 
- 片山裕介（ヒカリゴケ）
- 川堺弥生（飛び魚）
- 小林レイミ

 ゲスト 
- #7（2014年11月12日）: 峰なゆか(漫画家)　※初ゲスト

## BF度の評価について
通常「BF」とは「ボーイフレンド」の略であるが、番組内では、BF学園のボーイフレンドな生徒たちにドキドキさせられてしまう事を「BF」と呼んでいる。

BF委員会メンバーがVTRに「BF度」を決定する（10点満点）。

## イベント
- 2014年12月28日、六本木ニコファーレにて、BF会議に出演するボーイフレンドな生徒達（BFB）に“直接会える”ファンミーティングを開催した。[4]

## 主題歌
- EDGE of LIFE「Love or Life」[5]

## スタッフ
原案：『ボーイフレンド（仮）』（サイバーエージェント　「Ａｍｅｂａ」提供）

構成・演出：鈴木おさむ

プロデューサー：吉村周（テレビ朝日）、山口一美（ＭＭＪ）、坂井良美（ＭＭＪ）

制作著作：テレビ朝日